# Phyllodoce sanctaevincentis
Phyllodoce sanctaevincentis är en ringmaskart som beskrevs av McIntosh 1885. Phyllodoce sanctaevincentis ingår i släktet Phyllodoce och familjen Phyllodocidae. Inga underarter finns listade i Catalogue of Life.